# Браун, Джон, 1-й маркиз Слайго
Сэр Джон Дэнис Браун, 1-й маркиз Слайго (англ. John Browne, 1st Marquess of Sligo; 11 июня 1756 — 2 января 1809) — англо-ирландский пэр, рабовладелец и политик.

## Биография
Родился 11 июня 1756 года. Старший сын Питера Брауна, 2-го графа Алтамонта (1731—1780), и его жены Элизабет, урождённой Келли (? — 1765), наследницы и дочери Дэниса Келли, главного судьи Ямайки. Учился в Итонском колледже (Виндзор, графство Беркшир).
Брак Питера с Элизабет привел к тому, что семья Келли унаследовала рабовладельческие плантации на Ямайке. Вышеупомянутая незаконнорожденная дочь Дэниса Келли (то есть сводная сестра Элизабет), Присцилла Келли, вышла замуж за Роберта Купера Ли, генерального прокурора Ямайки. Их дочь, Фавелл Бурк Ли, вышла замуж за Дэвида Бивана, британского банкира, из Барклая, Бивана, Беннина и Триттона (предшественники генерального директора Barclays Bank). Это объединило несколько семей британской аристократии.
Джон Браун носил титул виконта Уэстпорта с 1771 по 1780 год и был известен как Джон Браун, 3-й граф Алтамонт, с 1780 по 1800 год. Браун представлял Джеймстаун в Ирландской палате общин с 1776 по 1780 год, когда он стал 3-м графом Алтамонтом. Он занимал пост главного шерифа графства Майо в 1779 году. Он стал 1-м маркизом Слайго 29 декабря 1800 года и был назначен рыцарем ордена Святого Патрика 5 августа 1800 года. 20 февраля 1806 года для Джона Брауна был создан титул 1-го барона Монтигла из Уэстпорта, графство Майо (Пэрство Соединённого королевства), что дало ему автоматическое место в Палате лордов Великобритании.
1-й маркиз Слайго скончался 2 июня 1809 года в Лиссабоне, Португалия.

## Семья
21 мая 1787 года Джон Браун женился на леди Луизе Кэтрин Хоу (9 декабря 1767 — 20 августа 1817), младшей дочери адмирала Ричарда Хоу, 1-го графа Хоу (1726—1799), и Мэри Хартоп (? — 1800). После их свадьбы она была известна как графиня Алтамонт, а затем маркиза Слайго. У супругов был один сын:
- Хоу Питер Браун, 2-й маркиз Слайго (18 мая 1788 — 26 января 1845), преемник отца.